# Referendum in Lettonia del 1927
Il referendum in Lettonia del 1927 si svolse il 17 e 18 dicembre 1927 per l'abrogazione delle modifiche apportate dal Saeima alla legge sulla cittadinanza. Il referendum è stato approvato, ma non raggiunse il quorum e gli emendamenti furono annullati.

## Contesto
Il Saeima estese il diritto degli immigrati pre-indipendenza ad acquisire la cittadinanza lettone. Gli oppositori della legge hanno proposto al popolo di votare per il disegno di legge "Legge sugli emendamenti e integrazioni alla legge sulla cittadinanza".
Il 2 giugno 1927, il Saeima approvò una risoluzione che consentiva a tutti coloro che avevano vissuto nel territorio della Lettonia per sei mesi prima dell'inizio della guerra, il 1 agosto 1914, di ricevere la cittadinanza. Sebbene l'emendamento sia stato adottato per facilitare il ritorno dei rifugiati della prima guerra mondiale dall'URSS, ha anche aperto la strada a molti ebrei. 
La legge dell'epoca regolava la cittadinanza di ebrei, tedeschi, russi e altre minoranze, nonché dei lettoni apolidi. Di conseguenza, i membri di questi gruppi etnici dovevano risiedere in Lettonia almeno dal 1925 e nei sei mesi precedenti allo scoppio della prima guerra mondiale.
Contro la legge sulla cittadinanza venne richiesto un referendum dai partiti nazionalisti, che raccolsero circa 200.000 firme (il quorum era un decimo dell'elettorato, cioè 112.000 firme). Il referendum era principalmente rivolto agli ebrei. Il partito baltico tedesco ha sostenuto il partito degli agricoltori per rovesciare il governo e impedire loro di sostenere il referendum. Tuttavia, la maggioranza necessaria non è stata raggiunta. Il Saeima respinse il referendum il 4 novembre 1927. Gli altri partiti hanno boicottato il voto.

## Risultati
Non si hanno dati precisi sullo scrutinio, tranne che su un totale di 1.120.026 elettori registrati, solo 242.798 hanno espresso voti validi, in maggioranza a favore dell'abrogazione.

## Conseguenze
Non essendo stata raggiunta l'affluenza del 50% dell'elettorato (art. 74 della Costituzione, nella versione precedente al 1933), la legge rimase in vigore.